# Polytrichum commune
Espèce
Synonymes
- Polytrichum assimile Hampe[2]
- Polytrichum brachypelma Müll. Hal.[2]
- Polytrichum cataractarum Müll. Hal.[2]
- Polytrichum elatum P. Beauv.[2]
- Polytrichum leonii Papp[2]
- Polytrichum madagassum Hampe[2]
- Polytrichum paludicola Cardot[2]
- Polytrichum quadrangulare Gilib.[2]
- Polytrichum radulifolium Müll. Hal.[2]
- Polytrichum subformosum var. anomalum Thér.[2]

Polytrichum commune est une espèce de mousses acrocarpe, de la famille des Polytrichaceae.

## Description
Polytrichum commune est une mousse acrocarpe, non ramifiée, de 30 à 50 cm de haut. Elle forme des tapis ou des buttes pouvant couvrir plusieurs m2.

### Gamétophyte
Les feuilles sont longues et étroites, avec une base large et transparente, embrassant la tige. Comme tous les Polytrichaceae la nervure occupe presque toute la feuille, et est recouverte de lamelles longitudinales . Chez cette espèce la dernière cellule des lamelles est tronquée, voir emarginée.
Ces lamelles permettent de faciliter la photosynthèse, en améliorant les échanges de CO2 avec l'air.
A l'état hydratée les feuilles sont écartées, formant un angle droit avec la tige. A l'état sec ces feuilles se plaquent contre la tige, la pointe dirigée vers le haut. Cette dessiccation permet de résister à la sécheresse.

### Sporophytes
L'espèce est dioïque. Les capsules sont constricte à la base, en forme de pavé et sont portés par une longue soie pouvant mesurer 12 cm. Elle est couverte par une coiffe velue, et se termine par un opercule rostré. Le péristome est composé d'un endostome et d'un exostome, contenant 32 dents chacuns ,,.

### Identification
La grande taille de l'espèce, la présence d'une gaine embrassante blanchâtre à la base des feuilles, visible sur la tige, ainsi que la forme des dernières cellules des lamelles permet de différencier commune des autres espèces proches,. 

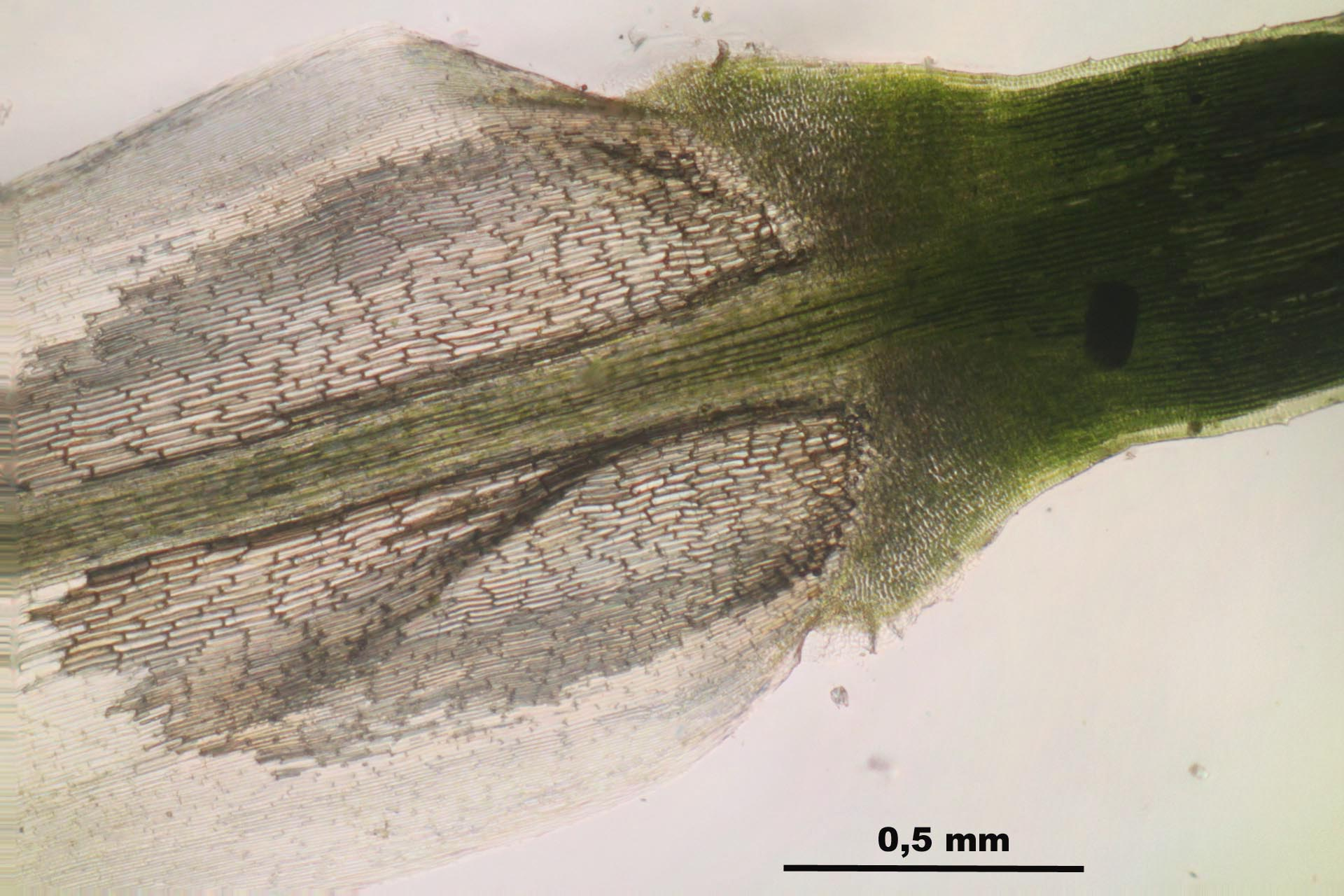
Vue au microscope de la gaine embrassante à la base de la feuille de Polytrichum commune.
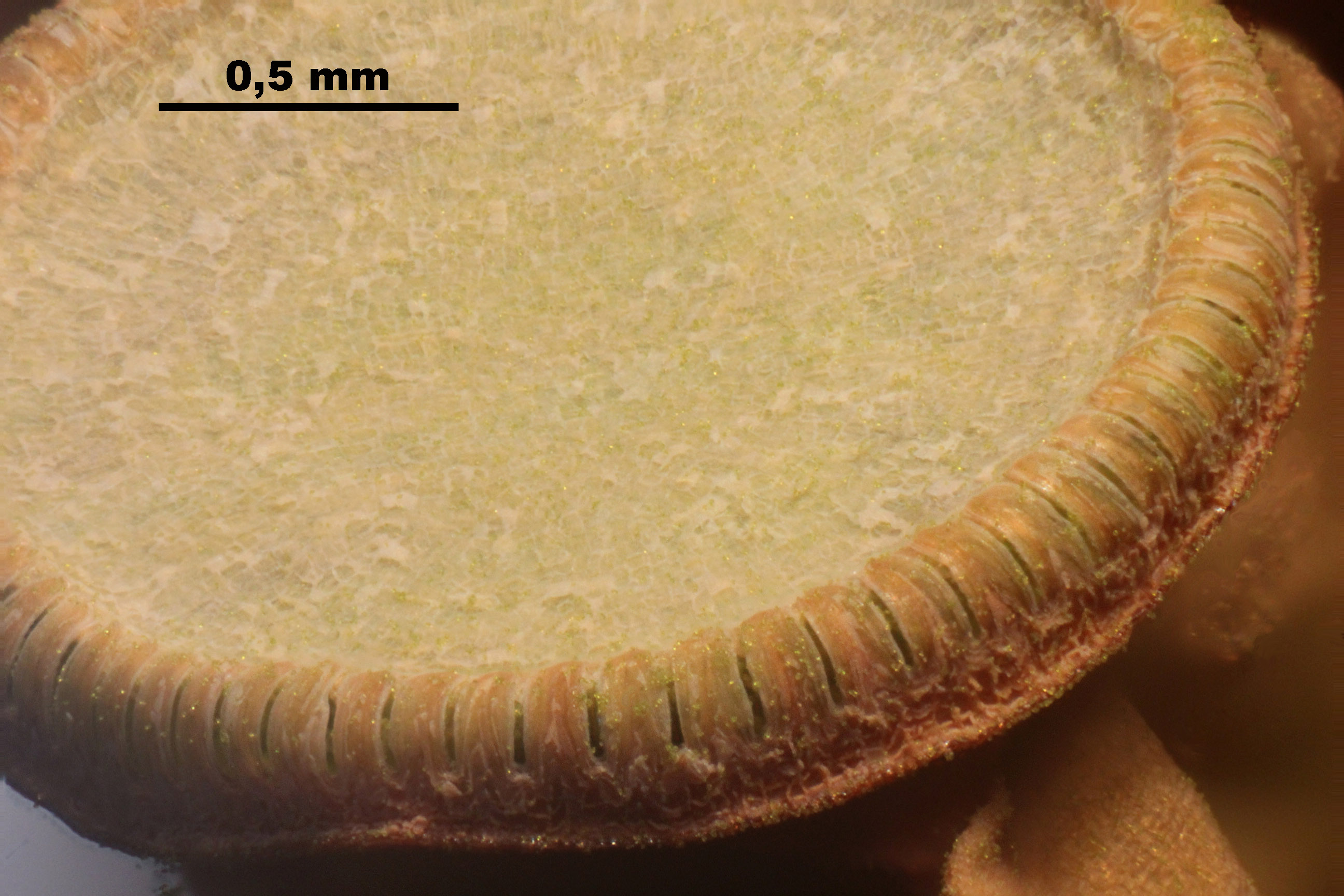
Vue au microscope des dents du péristome de Polytrichum commune.
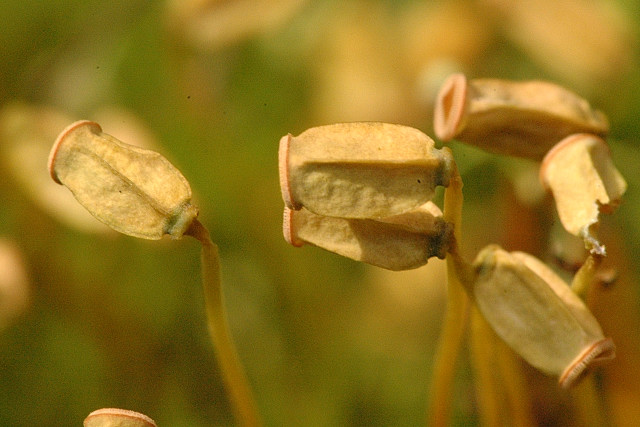
Capsules de Polytrichum commune, à quatre angles. Ici la coiffe et l'opercule sont tombées.
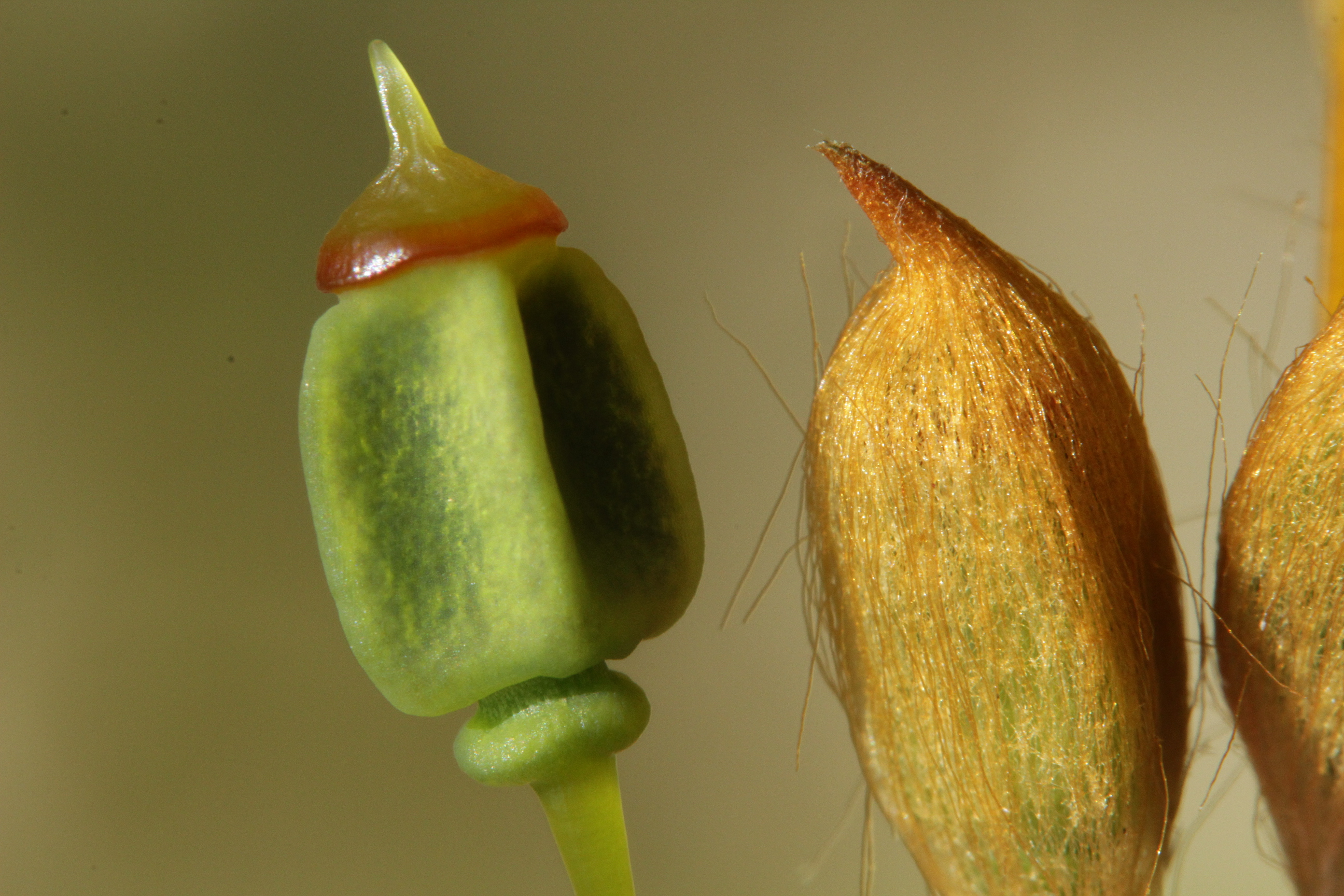
Capsules immatures de Polytrichum commune, avec la coiffe et l'opercule toujours attachées.
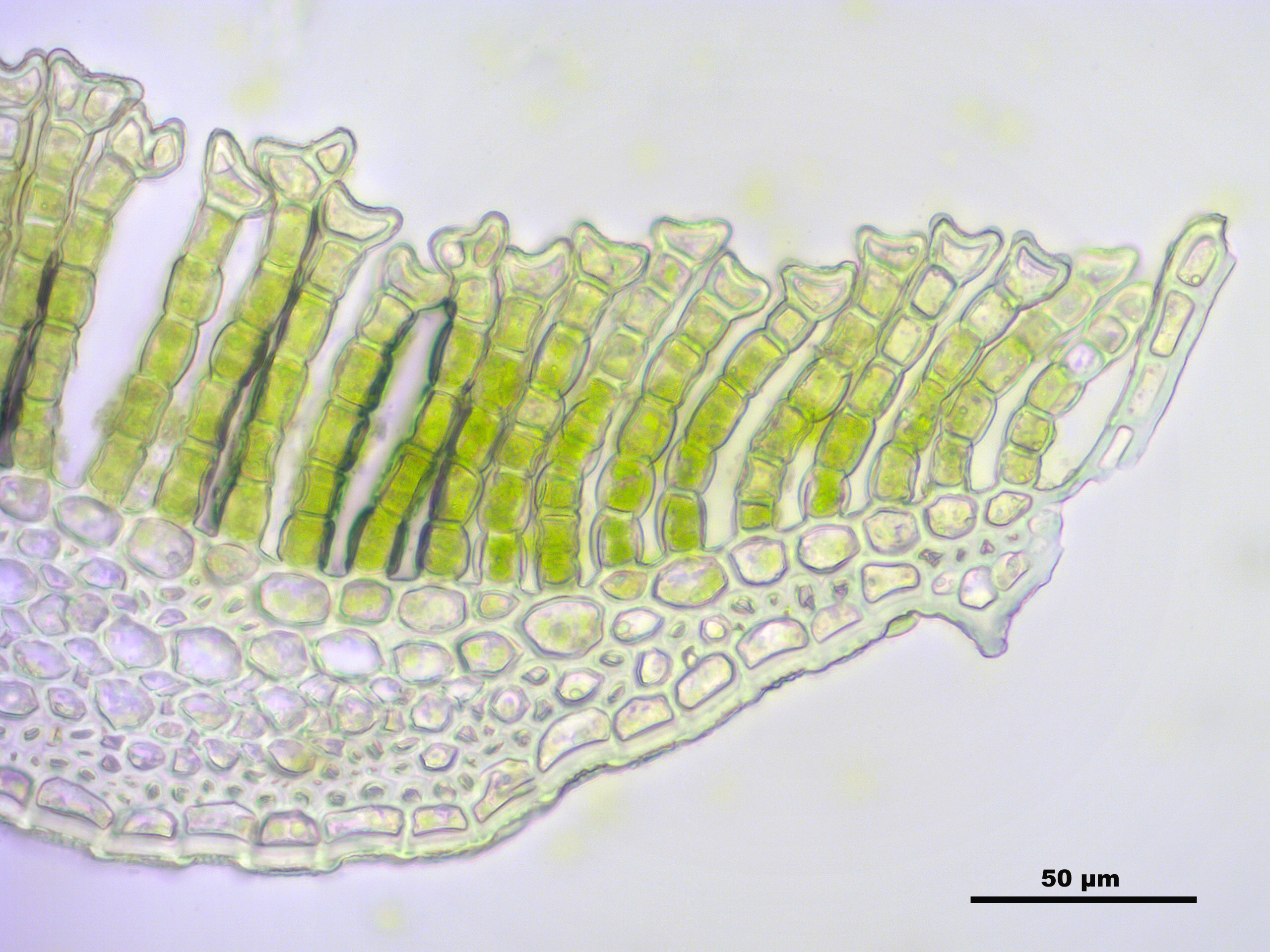
Vue au microscope d'une coupe transversale d'une feuille de Polytrichum commune. On remarque que la dernière cellule de chaque lamelle est tronquée, rétuse.
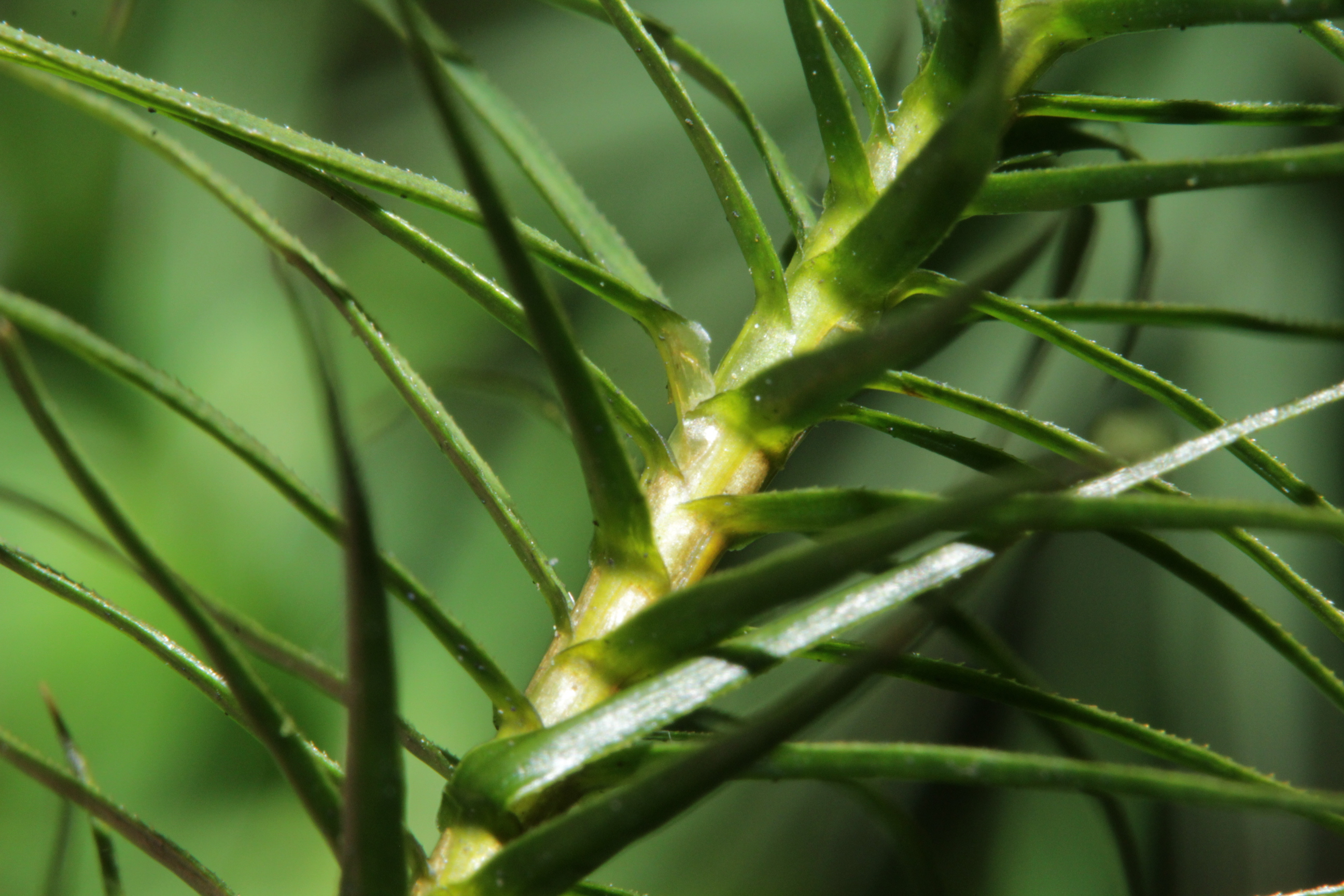
Tige de Polytrichum commune, couverte par les bases blanchâtres des feuilles.
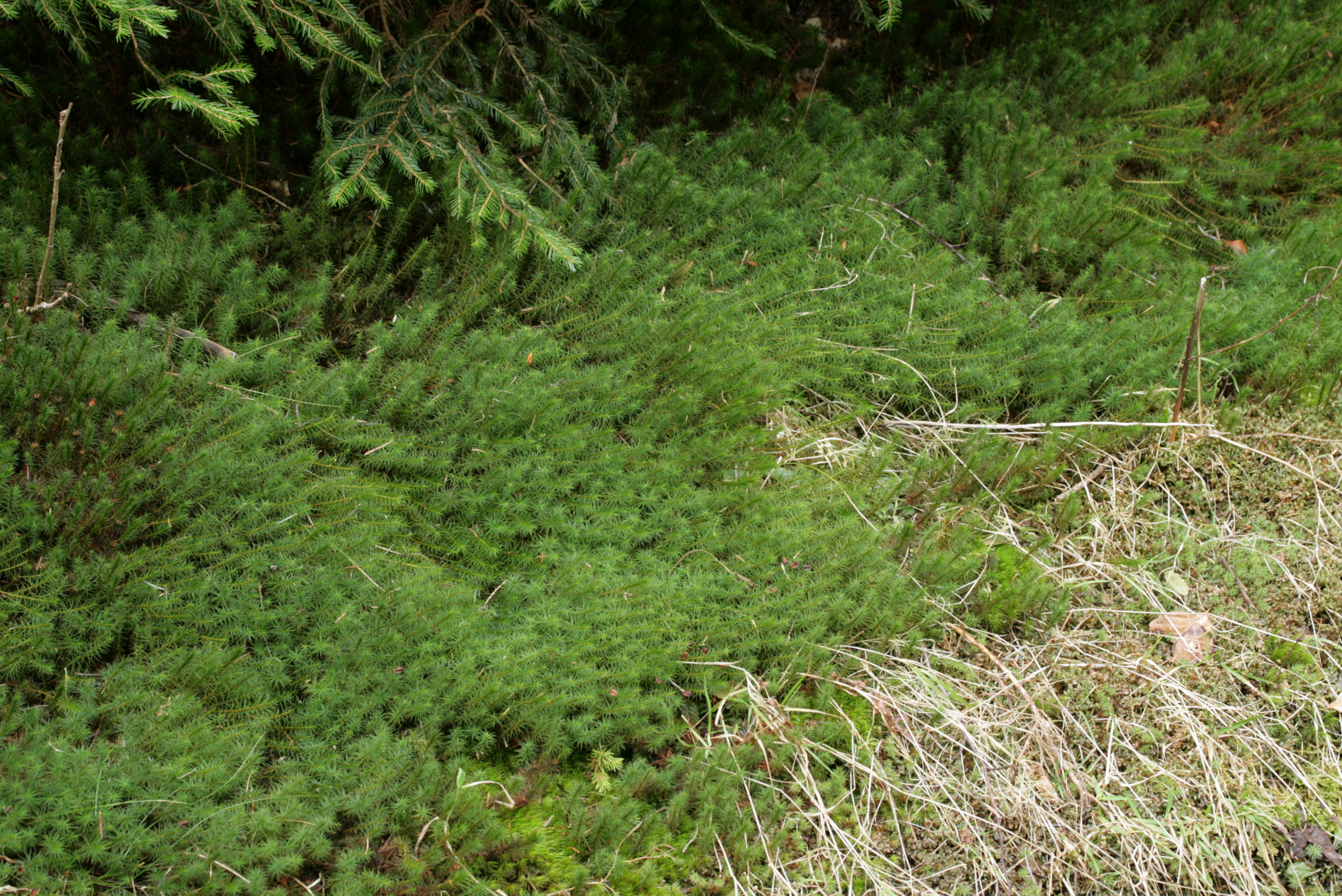
Tapis de Polytrichum commune.
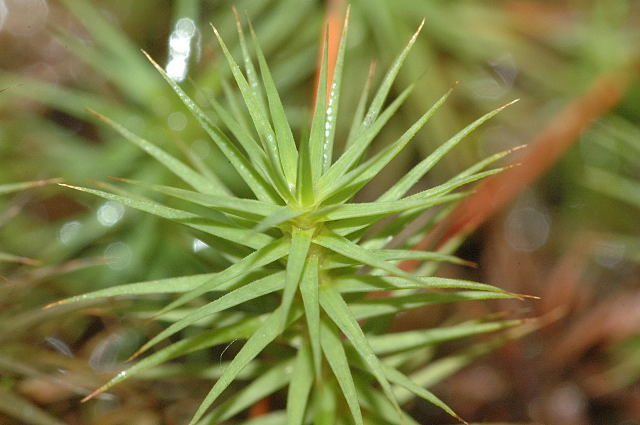
Feuilles de Polytrichum commune, rendues opaques par les lamelles.
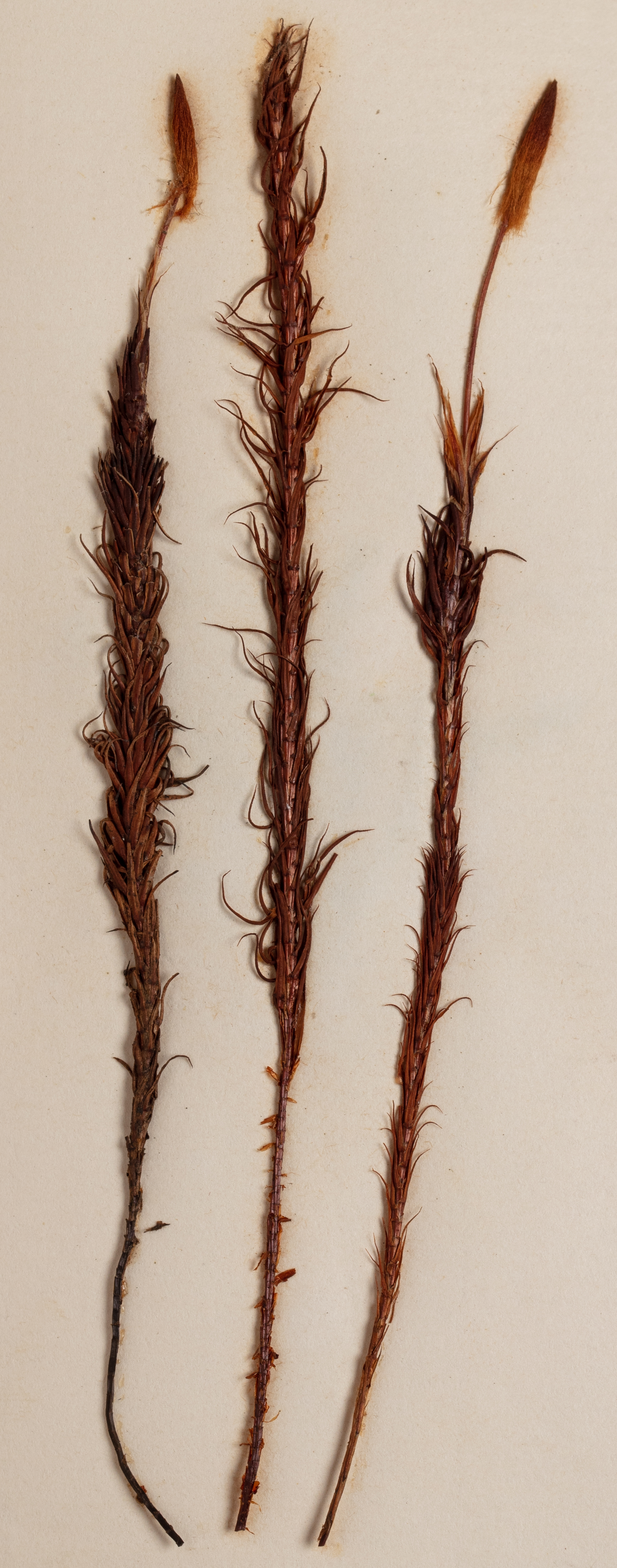
Polytrichum commune à l'état sec. Les feuilles sont rabattues sur la tige.

## Distribution et menaces
Cette espèce se rencontre sur tous les continents, elle est commune en France, sauf dans la région méditerranéenne, et certaines région calcaires,. Elle n'est pas menacée en Europe, ni dans les régions où elle a été évaluée en France,,.
Elle est déterminante ZNIEFF en Picardie, Hauts-de-France et Centre-Val de Loire.

## Écologie
C'est une espèce des milieux humides et acides, qui se développe au sol. On la trouve dans les milieux tourbeux, les marais, les bords d'étangs, souvent en contexte ombragé,.

## Liste des variétés et sous-espèces
Selon Tropicos (29 octobre 2018) (Attention liste brute contenant possiblement des synonymes) :
- sous-espèce Polytrichum commune subsp. cubicum Lindb.
- sous-espèce Polytrichum commune subsp. jensenii (I. Hagen) Albr. Rohn.
- sous-espèce Polytrichum commune subsp. perigoniale (Michx.) Kindb.
- sous-espèce Polytrichum commune subsp. swartzii (Hartm.) C. Hartm.
- sous-espèce Polytrichum commune subsp. yuccifolium (Ehrh. ex Funck) Giacom.
- variété Polytrichum commune var. attenuatum (Menzies ex Brid.) Hook. & Taylor
- variété Polytrichum commune var. auranticum (Hoppe ex Brid.) Wahlenb.
- variété Polytrichum commune var. brevifolium Geh.
- variété Polytrichum commune var. brevirostre Papp
- variété Polytrichum commune var. campestre Wallr.
- variété Polytrichum commune var. canadense Kindb.
- variété Polytrichum commune var. chalubinskii Żmuda
- variété Polytrichum commune var. commune
- variété Polytrichum commune var. cubicum (Lindb.) Habeeb
- variété Polytrichum commune var. deflexifolium (Warnst.) Podp.
- variété Polytrichum commune var. diminutum (I. Hagen) D.G. Long
- variété Polytrichum commune var. ehrenbergii Lorentz
- variété Polytrichum commune var. fastigiatum Wilson
- variété Polytrichum commune var. formosum Drumm.
- variété Polytrichum commune var. humile Sw.
- variété Polytrichum commune var. jensenii (I. Hagen) Mönk. ex Frye
- variété Polytrichum commune var. maximovickizii Lindb.
- variété Polytrichum commune var. minus Brid.
- variété Polytrichum commune var. montanum Wallr.
- variété Polytrichum commune var. nigrescens Warnst.
- variété Polytrichum commune var. perigoniale (Michx.) Hampe
- variété Polytrichum commune var. pygmaeum Lindb.
- variété Polytrichum commune var. roemeri Warnst.
- variété Polytrichum commune var. swartzii (Hartm.) Nyholm
- variété Polytrichum commune var. trichodes (Müll. Hal.) Dixon
- variété Polytrichum commune var. turfosum Velen.
- variété Polytrichum commune var. uliginosum Wallr.
- variété Polytrichum commune var. yuccifolium (Ehrh. ex Funck) Hook. & Taylor
- variété Polytrichum commune var. yukonense (Cardot & Thér.) Frye